# Proboscis propylea
Proboscis propylea är en fjärilsart som beskrevs av William Chapman Hewitson 1859. Proboscis propylea ingår i släktet Proboscis och familjen praktfjärilar. Inga underarter finns listade i Catalogue of Life.

## Bildgalleri

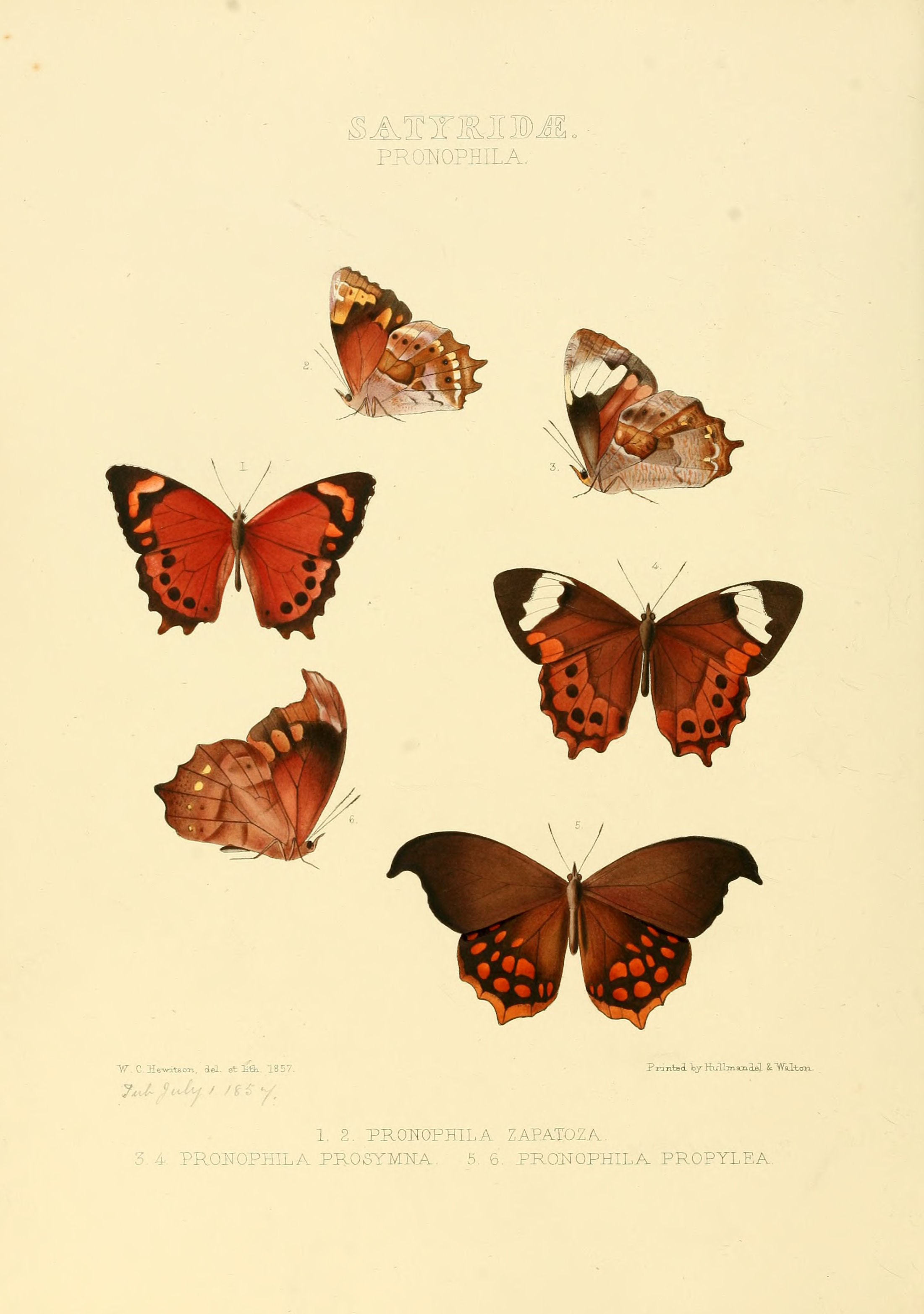